# Východoevropská rovina
Východoevropská rovina (v Rusku též nazývaná Ruská rovina) je s rozlohou 5,5 mil. km² největší rovinou v Evropě. Zaujímá velkou část evropského Ruska až po Ural, severovýchodní Polsko, celé Bělorusko a Pobaltí, Moldavsko, většinu Ukrajiny a část Kazachstánu.

## Geologie a geografie
Podklad její nejstarší části tvoří krystalický Baltský štít pokrytý usazeninami. Rovina má jednotvárný povrch do 500 m n. m., ale je mírně zvlněná; průměrná nadmořská výška dosahuje asi 150—200 m. Součástí jsou i nižší vysočiny jako Středoruská vysočina, Valdajská vysočina či Doněcký krjaž.
- Největší řeky

Volha, Ural (řeka), Dněpr, Don, Pečora, Kama, Oka, Belaja, Západní Dvina, Němen, Pripjať, Jižní Buh
- Nejvýznamnější města:

Minsk, Tallinn, Vilnius, Riga, Kišiněv, Varšava, Moskva, Petrohrad, Samara, Ufa, Kazaň, Nižnij Novgorod, Rostov na Donu, Perm, Volgograd, Saratov, Kaliningrad, Kyjev, Charkov, Doněck, Dnipro, Oděsa, Záporoží

## Členění
- 81 Pásmo tunder a lesotunder
  - 811 Timansko-Kaninská rovina (Тиманско-Канинская равнина, Timansko-Kaninskaja ravnina)
  - 812 Severovýchodní rovina (Северно-восточная равнина, Severno-vostočnaja ravnina)
- 82 Pásmo severní tajgy
  - 821 Pečorská rovina (Печорская равнина, Pečorskaja ravnina)
  - 822 Timanské vrchy (Тиманский кряж, Timanskij krjaž)
  - 823 Dvinská rovina (Двинская равнина, Dvinskaja ravnina)
  - 824 Oněžská rovina (Онежская равнина, Onežskaja ravnina)
  - 825 Severní pahorky (Северные увалы, Severnye uvaly)
- 83 Pásmo smíšených lesů a jižní tajgy – Středoruská nížina
  - 831 Valdajská vrchovina (Валдайская возвышенность, Valdajskaja vozvyšennost')
  - 832 Horní Povolží
  - 833 Smolensko-moskevská vrchovina (Смоленско-Московская возвышенность, Smolensko-Moskovskaja vozvyšennost')
- 84 Pásmo smíšených lesů a jižní tajgy – Východobaltsko-běloruská nížina
  - 841 Východobaltské pobřeží (Pobrzeża Wschodniobałtyckie)
  - 842 Východobaltské pojezeří (Pojezierza Wschodniobałtyckie)
  - 843 Podlesko-běloruské pahorkatiny (Wysoczyzny Podlasko-Białoruskie)
  - 844 Berezinsko-disenská nížina (Nizina Berezyńsko-Desniańska)
  - 845 Polesí (Polesie)
- 85 Pásmo lesostepí – Ukrajinské vysočiny
  - 851 Volyňsko-podolská vysočina (Wyżyna Wołyńsko-Podolska, Волинська височина, Volyns'ka vysočyna, Подільська височина, Podil's'ka vysočyna)
  - 852 Podněperská vysočina (Придніпровська височина, Prydniprovs'ka vysočyna)
  - 853 Podněperská nížina (Придняпровская низина, Pridnjaprovskaja nizina)
  - 854 Středoruská vrchovina (Среднерусская возвышенность, Srednerusskaja vozvyšennost')
  - 855 Donská rovina (Донская равнина, Donskaja ravnina; též Ocko-donská rovina, Окско-Донская равнина, Oksko-Donskaja ravnina)
  - 856 Povolžská vrchovina (Приволжская возвышенность, Privolžskaja vozvyšennost')
  - 857 Zavolžská nížina (Заволжье, Zavolž'e)
- 86 Pásmo stepí
  - 861 Černomořská nížina (Причорноморська низовина, Pryčornomors'ka nyzovyna)
  - 862 Azovská plošina (Приазовська височина, Pryazovs'ka vysočyna) + Doněcké vrchy (Донецький кряж, Donec'kyj krjaž)
  - 863 Donská vrchovina (Донская гряда, Donskaja grjada)
  - 864 Dolnodonská nížina
  - 865 Povolžská zvýšenina
  - 866 Jergeni (Ергени)
  - 867 Kaspická nížina (Прикаспийская низменность, Prikaspijskaja nizmennost')
  - 868 Zavolžské vysočiny